# Vereinigte Volksbank Raiffeisenbank (Simmern)
Die Vereinigte Volksbank Raiffeisenbank eG mit Sitz in Simmern/Hunsrück ist eine deutsche Genossenschaftsbank. 

## Organisationsstruktur
Rechtsgrundlagen sind die Satzung der Vereinigten Volksbank Raiffeisenbank und das Genossenschaftsgesetz. Die Organe der Genossenschaftsbank sind der Vorstand, der Aufsichtsrat und die Vertreterversammlung. Sie gehört dem Bundesverband der Deutschen Volksbanken und Raiffeisenbanken an.

## Geschäftsgebiet und Kunden
Das Geschäftsgebiet erstreckt sich über weite Teile der Landkreise Bernkastel-Wittlich, Cochem-Zell, Rhein-Hunsrück und Birkenfeld.

## Verbundpartner
Die Vereinigte Volksbank Raiffeisenbank arbeitet mit den nachfolgenden Verbundpartnern zusammen:
- Bausparkasse Schwäbisch Hall
- DZ Hyp
- DZ Bank
- DZ Privatbank
- Teambank
- Münchener Hypothekenbank
- R+V Versicherung
- Union Investment
- VR Smart Finanz

## Geschichte
Die heutige Bank ist durch eine Vielzahl von Fusionen entstanden. Die jüngsten Fusionen fanden im Juli 2022 zwischen der Volksbank Hunsrück-Nahe eG mit Sitz in Simmern und der Vereinigten Volksbank Raiffeisenbank eG mit Sitz in Wittlich statt. Das fusionierte Institut heißt Vereinigte Volksbank Raiffeisenbank eG, der Sitz der Genossenschaft ist Simmern. Im Juli 2023 erfolgte die Fusion mit der VR-Bank Hunsrück-Mosel eG mit Sitz in Morbach. Verwaltungssitze sind Simmern und Wittlich.
Der älteste Rechtsvorgänger, die Cochemer Volksbank, wurde im Jahr 1869 durch Franz-Joseph Moritz, Mathias Hausmann und Andreas Fellenz gegründet. Franz-Joseph Moritz wurde Direktor der Bank und blieb bis 1910 in diesem Amt. Sie nahm am 1. Januar 1870 den Betrieb als eingetragene Genossenschaft auf und wurde 1882 in eine Aktiengesellschaft umgewandelt. Im Jahr 1969 schloss sie sich mit der 1964 entstandenen Bank für Handel und Gewerbe in Wittlich zur Vereinigten Volksbank AG zusammen. 2008 schloss sich die Vereinigte Volksbank mit der Raiffeisenbank Bernkastel-Wittlich zur Vereinigten Volksbank Raiffeisenbank eG mit Sitz in Wittlich zusammen.
Am 9. Mai 2012 wurde in Cochem-Zell die Energiegenossenschaft MEHR Energie eG gegründet. Die Vereinigte Volksbank Raiffeisenbank eG gehörte zu den Gründungsinitiatoren.